# Hrabstwo Jefferson (Illinois)

Piramida wieku hrabstwa

Hrabstwo Jefferson – hrabstwo w USA, w stanie Illinois, według spisu z 2000 roku liczba ludności wynosiła 40 045. Siedzibą hrabstwa jest Mount Vernon.

## Geografia
Według spisu hrabstwo zajmuje powierzchnię 1 512 km², z czego  1 479 km² stanowią lądy, a 33 km² (2,19%) stanowią wody.

### Sąsiednie hrabstwa
- Hrabstwo Marion - północ
- Hrabstwo Wayne - północny wschód
- Hrabstwo Hamilton - południowy wschód
- Hrabstwo Franklin - południe
- Hrabstwo Perry - południowy zachód

Stan Illinois na mapie USA

- Hrabstwo Washington -zachód

## Historia
Pierwszym osadnikiem w hrabstwie Jefferson był Andrew Moore. W 1810 roku osiadł on w południowo-wschodniej części hrabstwa, niedaleko drogi  (Goshen Road). Moore osiadł w miejscowości Goshen niedaleko Edwardsville co świadczy o jego migracji z zachodu na wschód, co jest wyjątkiem w historii osiedlania terenów zachodnich USA. 
W 1814 Andrew Moorze wyruszył wraz z synem do miejscowości Jordan, do której nigdy nie dotarł. Jego kości zostały znalezione dwie mile od jego  chaty. Osada Jordana znana również jako Fort Jordan znajdowała się na południowy wschód od nowoczesnego miasta Thompsonville, leżącego 20 mil od chaty Moore'a. Historia ta miała miejsce w czasie wojny brytyjsko amerykańskiej w 1812 roku, kiedy to plemiona indiańskie połączyły się przymierzem z Brytyjczykami
W 1816 roku osadnicy Carter Wilkey, Daniel Crenshaw i Robert Cook osiedlili się na prerii Moore'a. Daniel Crenshaw zamieszkał w chacie pierwszego osadnika i ta osada była pierwsza trwałą osadą na ziemiach hrabstwa Jefferson.
Hrabstwo Jefferson zostało założone w 1819 roku z terytorium trzech hrabstw White, Edwards i Franklin. Swoją nazwę obrało na cześć Thomasa Jeffersona, prezydenta Stanów Zjednoczonych w latach 1801–1809.

## Demografia
Według spisu z 2000 roku hrabstwo zamieszkuje 40 045 osób, które tworzą 15 374 gospodarstw domowych oraz 10 561 rodzin. Gęstość zaludnienia wynosi 27 osób/km². Na terenie hrabstwa jest 16 994 budynków mieszkalnych o częstości występowania wynoszącej 11 budynków/km². Hrabstwo zamieszkuje 89,87% ludności białej, 7,83% ludności czarnej, 0,21% rdzennych mieszkańców Ameryki, 0,47% Azjatów, 0,01% mieszkańców Pacyfiku, 0,45% ludności innej rasy oraz 1,16% ludności wywodzącej się z dwóch lub więcej ras, 1,33% ludności to Hiszpanie, Latynosi lub inni.
W hrabstwie znajduje się 15 374 gospodarstw domowych, w których 31,10% stanowią dzieci poniżej 18 roku życia mieszkający z rodzicami, 55,30% małżeństwa mieszkające wspólnie, 9,90% stanowią samotne matki oraz 31,30% to osoby nie posiadające rodziny. 27,60% wszystkich gospodarstw domowych składa się z jednej osoby oraz 16,50% żyje samotnie i ma powyżej 65 roku życia. Średnia wielkość gospodarstwa domowego wynosi 2,44 osoby, a rodziny wynosi 2,96 osoby.
Przedział wiekowy populacji hrabstwa kształtuje się następująco: 24,20% osób poniżej 18 roku życia, 8,80% pomiędzy 18 a 24 rokiem życia, 28,80% pomiędzy 25 a 44 rokiem życia, 23,30% pomiędzy 45 a 64 rokiem życia oraz 15,30% osób powyżej 65 roku życia. Średni wiek populacji wynosi 38 lat. Na każde 100 kobiet przypada 104,10 mężczyzn. Na każde 100 kobiet powyżej 18 roku życia przypada 104,10 mężczyzn.
Średni dochód dla gospodarstwa domowego wynosi 33 555 USD, a średni dochód dla rodziny wynosi 41 141 dolarów. Mężczyźni osiągają średni dochód w wysokości 34 089 dolarów, a kobiety 21 015 dolarów. Średni dochód na osobę w hrabstwie wynosi 16 644 dolarów. Około 9,10% rodzin oraz 12,30% ludności żyje poniżej minimum socjalnego, z tego 14,00% poniżej 18 roku życia oraz 11,80% powyżej 65 roku życia.

## Miasta
- Mount Vernon
- Nason
- Opdyke (CDP)

## Wioski
- Belle Rive
- Bluford
- Bonnie
- Dix
- Ina
- Waltonville
- Woodlawn